# Arrondissement de Minden

L'Arrondissement de Minden

L'arrondissement de Minden est une ancienne subdivision administrative française du département de l'Ems-Supérieur créée le 1er janvier 1811 et supprimée le 11 avril 1814.

## Composition
Il comprenait le cantons de Bünde, Enger, Levern, Lübbecke, Minden, Petershagen, Quernheim, Rahden, Uchte et Werther.